# Сторчак Василь Андрійович
Васи́ль Андрі́йович Сто́рчак (нар. 3 листопада 1989, Богуслав, Київська область, Українська РСР) — український письменник, за фахом — військовий зв'язківець та цивільний психолог.

## Життєпис
Народився 3 листопада 1989 року на Київщині у місті Богуславі.
У школі навчався до 8-го класу, після чого вступив до Київського військового ліцею. Закінчивши військовий ліцей у 2007 році, став спершу студентом, а згодом курсантом Військового інституту телекомунікацій і інформатизації при КПІ.
Після випуску у 2012—2017 рр. проходив військову службу як офіцер на посаді начальника відділення засобів автоматизації центру автоматизованих систем управління у батальйоні зв'язку бригади тактичної авіації у Василькові. У бойових діях під час російсько-української війни участі не брав.
Під час служби заочно закінчив Національний педагогічний університет ім. Драгоманова, здобувши другу вищу освіту за спеціальністю «психологія».
У 2018—2021 роках навчався у Київському інституті гештальту та психодрами.
Згодом працював у сфері ІТ.
Після початку широкомасштабного російського вторгнення в Україну виїхав за кордон. За власними словами, за рік-півтора перебування за кордоном він вирішив не повертатися до України.

У серпні 2024 у Видавництві Анетти Антоненко вийшла друком дебютна книга Василя Сторчака «Лютий». Видання відбулося за підтримки Українського інституту книги за кошти державного бюджету України та призначалося для поповнення бібліотечних фондів, а згодом з'явилася й у вільному продажі. В анотації книга описувалася наступним чином: 
|  | Це роман — прощання, зворотний відлік до точки неповернення. Нас усе ще об'єднує те, що було до 24 лютого. Попри те, що прощання з тим світом неминуче. Це роман-маніфест героїв проти ідеологічності як такої, проти нав'язливості будь-якої ідеології суспільству і кожному зокрема. |

 Сторчак стверджував, що ідея твору з'явилася на початку 2023 року. На свою думку, пише він талановито.
У січні 2025 року Василь Сторчак підтримав акторку Ларису Кадочникову, яка публічно відмовилася виступати українською, та заявила, що виступатиме російською. На знак солідарності Сторчак оголосив, що теж щонайменше на кілька років відмовиться від використання української та перейде натомість на російську. Своє рішення він обґрунтував афоризмом власного авторства:
|  | Українська мені дорога, але людяність дорожче |

, а також тим, що 75 % його оточення розмовляє російською мовою. Після цього Видавництво Анетти Антоненко оголосило про припинення співпраці з автором.

## Висловлювання
- «Чи стала українськість куди не подайся супер токсичною? Мені здається стала. Задушливо токсичною. То для чого вона мені? Нехай я буду малорос, неправильний українець чи меншовартісним, але я при цьому стану набагато вільнішим від всього цього.[2]»

## Родина
Під час військової служби одружився, став батьком сина, розлучився.

## Книги
- 2024 — «Лютий»